# 亚东乌头
亚东乌头（学名：Aconitum spicatum）为毛茛科乌头属下的一个种。

## 扩展阅读
- 維基物種上的相關：亚东乌头